# Sozopol
Sozopol (em búlgaro: Созопол) é uma cidade da Bulgária, localizada no distrito de Burgas. A sua população era de 5 410 habitantes segundo o censo de 2010.
Na Antiguidade chamou-se sucessivamente Anteia, Sozópolis (em grego: Σωζόπολις; romaniz.: Sozopolis) e Apolónia (Apollonia).

## População
| Sozopol | Sozopol | Sozopol | Sozopol | Sozopol | Sozopol | Sozopol | Sozopol | Sozopol | Sozopol | Sozopol | Sozopol | Sozopol | Sozopol | Sozopol | Sozopol | Sozopol | Sozopol | Sozopol | Sozopol |
| --- | ------- | ------- | ------- | ------- | ------- | ------- | ------- | ------- | ------- | ------- | ------- | ------- | ------- | ------- | ------- | ------- | ------- | ------- | ------- |
| Ano | 1887    | 1910    | 1934    | 1946    | 1956    | 1965    | 1975    | 1985    | 1992    | 2001    | 2002    | 2003    | 2004    | 2005    | 2006    | 2007    | 2008    | 2009    | 2010    |
| População |         |         |         | 3,195   | 3,257   | 3,427   | 3,880   | 4,469   | 4,550   | 4,358   | 4,328   | 4,213   | 4,687   | 4,648   | 4,611   | 4,640   | 5,396   | 5,364   | 5,410   |
| Fontes: Instituto Nacional de Estatísticas, „citypopulation.de“, „pop-stat.mashke.org“, Bulgarian Academy of Sciences |         |         |         |         |         |         |         |         |         |         |         |         |         |         |         |         |         |         |         |